# Šun Kuang
Šun Kuang (kitajsko: 荀況; pinjin: Xún Kuàng [ɕy̌n kʰwâŋ]) tudi Šundzi (kitajsko: 荀子; pinjin: Xúnzǐ; Wade–Giles: Hsün-tzu, "Mojster Šun"), kitajski konfucijanski filozof, * 313 pr. n. št., Džao, † 238 pr. n. št., Ču.
Šundzi, skupaj s Konfucijem in Mencijem, je bil eden od treh ustanoviteljev konfucijanstva, ki ga v mnogih pogledih predstavlja bolje kot Mencij. Šundzi se je rodil proti koncu obdobja vojskujočih se držav (453-221 p. n. št.). To je bil čas raznolikih sto šol mišljenja, primerljiv s klasično Grčijo in staro Indijo (aksialno obdobje), zato se je Šundzi spoznal z idejami sodobnikov. Kot odziv na nekatere druge mislece tistega časa je naredil sistematično različico konfucijanstva, ki zajema etiko, metafiziko, politično teorijo, filozofijo jezika in visoko razvito filozofijo izobraževanja. Šundzi je znan po prepričanju, da je ritual ključnega pomena za izboljšanje prvotne narave človeštva. Meni, da človeška narava nima prirojenega moralnega kompasa in je prepuščena sama sebi, zato jo označuje kot slabo. Tudi nebesom in naravi je dal manjšo vlogo, kot večina drugih mislecev tistega časa. Nebo je zanj narava, ki deluje nezavedno, vendar v skladu z določenimi temeljnimi zakonitostmi, katere lahko človek prepozna v procesu učenja in zbiranja izkušenj.

## Življenje
Šun Kuang je njegovo polno ime, Šundzi, "Mojster Šun", njegov častni naziv. Rojen je bil v državi Džao v severozahodni Kitajski okrog leta 310 pr. n. št.. Kot mladenič je študiral v državi Či na severovzhodu, ki je bila znana po Akademiji Džišja.
Šundzijeva književnost kaže, da je bil dobro seznanjen z vsemi takratnimi nauki, s katerimi je prišel v stik v tem obdobju svojega življenja. Ko je zapustil Ši, je odšel v številne druge države, ki so takrat sestavljale Kitajsko, v katerih je bil nekaj časa zaposlen. Njegovo zadnje delo se je končalo, ko je bil njegov pokrovitelj, ministrski predsednik države Ču Čunšen Džun umorjen leta 238 pr. n. št., s čimer je tudi končal svoje možnosti za uveljavitev svojih teorij vladanja v praksi. Upokojil se je in ostal v Lanlingu (regiji v današnji južni provinci Šandong) do konca svojega življenja. Tam je bil tudi pokopan, točno leto njegove smrti pa ni znano.

## Delo
Značilnost Šundzija pri razvoju konfucijanske filozofije temelji na zgodovinskem vplivu njegovega istoimenskega glavnega dela (Šundzi). Knjiga je razdeljena na dvaintrideset poglavij ali esejev. Približno petindvajset od teh je pristnih. To je verjetno največja ohranjena zbirka zgodnjih kitajskih filozofskih spisov, ki jo je mogoče pripisati enemu avtorju.
Šundzi je znan tudi po svojem slogu pisanja. Razmeroma malo je pisal v obliki dialoga, kot je to počel Mencij. Večina knjig, ki so pripisane Šundziju, so eseji, ki se zadevajo ene teme. V teh spisih Šundzi skrbno opredeli svojo držo in ugovarja mislecem nasprotnega mnenja tako, da reprezentira svoje delo bolj filozofsko, kot so to naredili mnogi drugi zgodnji kitajski misleci.
Anekdotski in epigramatični slog, ki je označeval zgodnejšo filozofsko literaturo ni več zadostoval, da bi v celoti in prepričljivo povedal kompleksne filozofske teme. Šundzi je bil prvi veliki konfucijanski filozof, ki je svoje ideje izrazil ne le z izjavami in pogovori, ki so jih zabeležili učenci, temveč tudi v obliki dobro organiziranih esejev, ki jih je napisal sam. V svoji knjigi je predstavil bolj strog slog pisanja, ki je poudarjal aktualni razvoj, trajno sklepanje, podrobnost in jasnost.

### Filozofija kulture
Najbolj znana Šundzijeva ideja je, da je človek po naravi slab, a se s časom izoblikuje. Kar je Šundzi zagovarjal je v bistvu filozofija kulture: človeška narava ob rojstvu je sestavljena iz nagonov, ki so sebični, anarhični in nesocialni. Družba kot celota pa ima civilizacijski vpliv na posameznika, ga postopoma usposablja in oblikuje, dokler ne postane disciplinirano in moralno zavestno človeško bitje.
Šundzijev pogled na človeško naravo je seveda temeljito nasprotoval Mencijevemu, ki je optimistično razglasil prirojeno dobroto človeka. Oba misleca sta se strinjala, da so vsi ljudje potencialno sposobni postati modreci, toda za Mencija je to pomenilo, da ima vsak človek v svoji moči, da še naprej razvija poganjke dobrega, ki so bili prisotni že ob rojstvu, medtem ko je za Šundzija to pomenilo, da se lahko vsak človek uči iz družbe kako premagati njegove prvotne antisocialne težnje.
Razlika med Mencijem in Šundzijem je metafizična in etična. 'Tjan' (nebesa) so bila za Mencija etična moč, zato je neizogibno, da je človekova narava dobra, ker jo prejme od nebes pri rojstvu. Za Šundzija, po drugi strani, 'tjan' ni vseboval nobenega etičnega principa in je bil preprosto ime za delovanje dejavnosti vesolja (nekoliko podobno naši besedi narava). Te dejavnosti je zasnoval naravoslovno in skoraj mehanično. Moralni standardi zato nimajo metafizične utemeljitve, temveč so človeške, umetniške stvaritve.

### Razprava o ritualu
Lahko se vprašamo, kako je lahko (če se človek rodi po naravi "slab", s katerim je Šundzi resnično menil neciviliziranost) mogoče ustvariti višje vrednote civilizacije. V eseju Razprava o ritualu Šundzi poskuša odgovoriti na to vprašanje in v tem procesu raziskuje koncept osrednjega pomena za njegovo celotno filozofijo. Šundzi trdi, da se človek razlikuje od drugih bitij v eni bistveni lastnosti: poleg prirojenih nagonov ima tudi inteligenco, ki mu omogoča oblikovanje kooperativnih družbenih organizacij. Zato modreci, ki spoznajo, da človek ne more preživeti v stanju anarhije, uporablja to inteligenco za oblikovanje socialnih razlik in pravil socialnega vedenja, ki bi preverjal posege enega posameznika na drugega in s tem zagotovil zadostnost za vse. Šundzi torej predstavlja verjetno utilitarno razlago za oblikovanje socialnih institucij.

### Razprava o nebesih
Še en Šundzijev slaven esej je Razprava o nebesih, v kateri napade suverena in nadnaravna prepričanja. Ena od glavnih tem dela je, da nenavadni naravni pojavi (npr. mrki) niso nič manj naravni zaradi njihove nepravilnosti, zato ljudje ne bi smeli biti zaskrbljeni ob njihovem pojavljanju. Njegovo odklanjanje nadnaravnosti ga je pripeljalo do prefinjene interpretacije verskega spoštovanja in praznoverja. Trdil je, da so to zgolj poetične izmišljotine, ki so koristne za navadne ljudi, ker so zagotovile izhod za čustva človeka, vendar jih izobraženi ljudje ne bi smeli obravnavati kot resnične. S tem je Šundzi začel racionalistični trend v konfucijanstvumu, ki je bil primeren za znanstveno razmišljanje.
Še več stoletij po Šundzijevi smrti je njegov vpliv ostal večji kot Mencijev. Šele z vzponom novokonfucijanstva v 10. stoletju pa je le-ta začel pojemati. V 12. stoletju je bila njegova misel izvzeta iz konfucijanske ortodoksnosti, vendar pa ostaja vir zanimanja še danes.